# Jean-Luc Reitzer
Jean-Luc Reitzer, né le 29 décembre 1951 à Altkirch (France), est un homme politique français.

## Biographie
Après des études à l'Institut d'études politiques de Strasbourg où il finit major de sa promotion, c'est comme jeune salarié du privé, en tant que cadre d'entreprise chargé des relations sociales chez Peugeot-Citroën, que Jean-Luc Reitzer s'engage en politique comme adjoint au maire de la ville d'Altkirch dans le Sundgau, en 1977. Élu conseiller général du Haut-Rhin pour le canton d'Altkirch sans discontinuité de 1979 à 2002, il devient maire de la « capitale du Sundgau » en 1983, charge qu'il doit abandonner en 2017 afin de respecter la loi sur le non-cumul des mandats. Brièvement conseiller régional d'Alsace de 1986 à 1988, il est élu député de la 3e circonscription du Haut-Rhin le 6 juin 1988. Se définissant personnellement comme un « gaulliste de progrès », il intègre les groupes RPR, UMP puis LR de l'Assemblée nationale.
Il soutient Alain Juppé pour la primaire présidentielle des Républicains de 2016. Il est réélu député lors des élections législatives de 2017 avec 55 % des suffrages dans sa circonscription, malgré les difficultés rencontrées par les candidats LR en pleine « vague Macron »,.
En mai 2018, il évoque, en travaux de commission de l'Assemblée nationale, la situation des députés en France, mettant notamment en avant les nombreux contrôles qu'ils subissent et la suspicion jetée sur leurs travaux. Il propose aussi une réflexion sur la possibilité d'augmenter les salaires des députés en France, ce qui, peut-être, permettrait de « lutter contre les tentations comme la corruption ou les mauvais esprits qui peuvent trainer ici ou là ». Il affirme notamment : « On passe son temps maintenant à collecter les factures, les notes de restaurant et autres […] » . Ces déclarations font alors l'objet d'un tollé médiatique en France, notamment relayé par les réseaux sociaux,,.
Le 5 mars 2020, Jean-Luc Reitzer est hospitalisé et admis en réanimation à Mulhouse, dans un « état inquiétant », après un dépistage positif au SARS-CoV-2,. Fin mai, après deux mois et demi d’hospitalisation dont un mois passé dans le coma, il regagne son domicile. De retour à l’Assemblée nationale en octobre suivant, il dénonce les « dysfonctionnements » de la gestion de la crise sanitaire par le gouvernement.

## Détail des mandats et fonctions
- 1979-2002 : membre du conseil général du Haut-Rhin (vice-président de 1998 à 2001)
- 1977-1983 : adjoint au maire d'Altkirch (Haut-Rhin)
- 1983-2017 : maire d'Altkirch
- 1986-1988 : membre du conseil régional d'Alsace
- 1988-2022 : député de la troisième circonscription du Haut-Rhin